# 리저
리저(중국어: 李喆, 1989년 1월 31일~)는 중국의 바둑 기사이다. 2007년 6단에 올랐다.

## 경력
- 2003년 제8회 삼성화재배 32강
- 2004년 전국개인전 우승
- 2005년 갑조리그 무한팀 소속, 제10회 삼성화재배 32강
- 2006년 제13회 신인왕전 우승(대 왕야오 2:1)
- 2008년 제7회 초상은행배 준우승(대 셰허 0:1), 제1회 세계마인드스포츠대회 남자개인전 동메달
- 2011년 제16회 삼성화재배 16강, 제3회 용성전 우승(대 왕하오양 2:0)
- 2013년 18회 LG배 세계기왕전 4강
- 2014년 제5회 용성전 준우승(대 구리 1:2)